# Kiril Deszpodov
Kiril Vaszilev Deszpodov (bolgár nyelven: Кирил Десподов) (Kreszna, 1996. november 11. –) bolgár válogatott labdarúgó, aki a Cagliari Calcio játékosa.

## Pályafutása

### Klubcsapatokban
Deszpodov a Litex Lovecs akadémiáján nevelkedett. A bolgár élvonalban 2012. május 12-én, 15 évesen és 183 naposan mutatkozott be egy Kaliakra Kavarna elleni mérkőzésen. 2016 és 2019 között a CSZKA Szofija labdarúgója volt. 2019 óta az olasz élvonalbeli Cagliari Calcio játékosa.

### A válogatottban
Többszörös bolgár utánpótlás-válogatott, tagja volt a 2014-es U19-es labdarúgó-Európa-bajnokságon szerepelt válogatottnak is. A bolgár felnőtt válogatottban 2015. február 7-én mutatkozott be egy Románia elleni barátságos mérkőzésen.